# MTV Video Music Award al miglior video rock
L'MTV Video Music Award al miglior rock (MTV Video Music Award for Best Rock) è un premio assegnato annualmente a partire dal 1989 nell'ambito degli MTV Video Music Awards. 

## Storia
Il nome della categoria è cambiato diverse volte:
- 1989: Best Heavy Metal Video
- 1990-1995: Best Metal/Hard Rock Video
- 1996: Best Hard Rock Video
- 1997-2016: Best Rock Video
- dal 2016: Best Rock

Come tutte le altre categorie di genere ai VMA, questa categoria è stata ritirata brevemente nel 2007, quando i VMA furono rinnovati e la maggior parte delle categorie originali furono eliminate. Nel 2008, però, MTV ha ripristinato questo premio, insieme a molti altri che erano stati ritirati nel 2007.
Nel 2017, la parola "Video" è stata rimossa dal nome di tutte le categorie di genere, lasciando a questo premio il nome attuale: Best Rock.

## Vincitori e candidati

### Anni 1980
- 1989[1]
  - Guns N' Roses - Sweet Child o' Mine
  - Aerosmith - Rag Doll

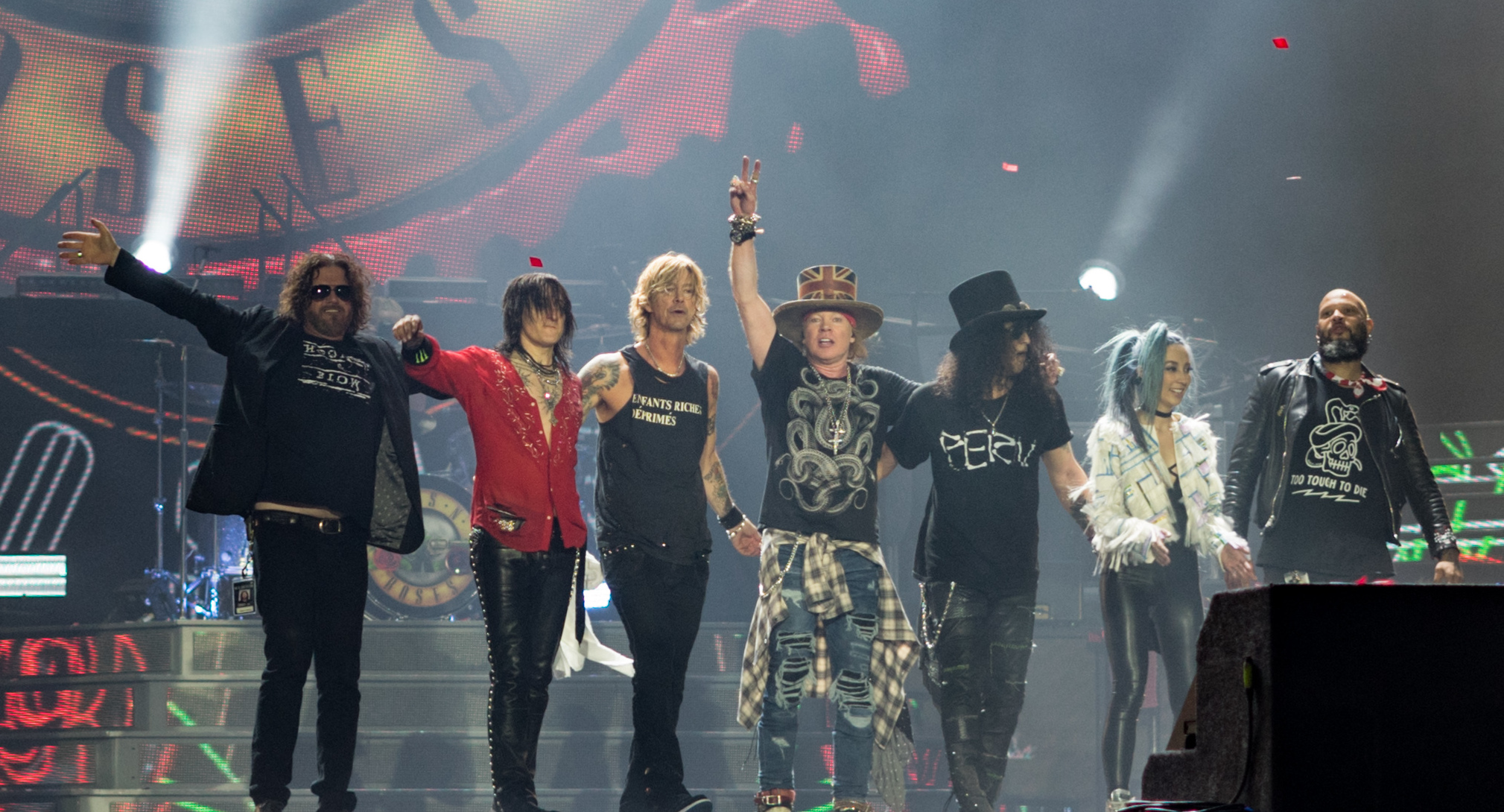
Guns N' Roses, vincitori nel 1989.

  - Def Leppard - Pour Some Sugar on Me
  - Metallica - One

### Anni 1990
- 1990[2]
  - Aerosmith - Janie's Got a Gun
  - Faith No More - Epic
  - Mötley Crüe - Kickstart My Heart
  - Slaughter - Up All Night
- 1991[3]
  - Aerosmith - The Other Side
  - AC/DC - Thunderstruck
  - Alice in Chains - Man in the Box

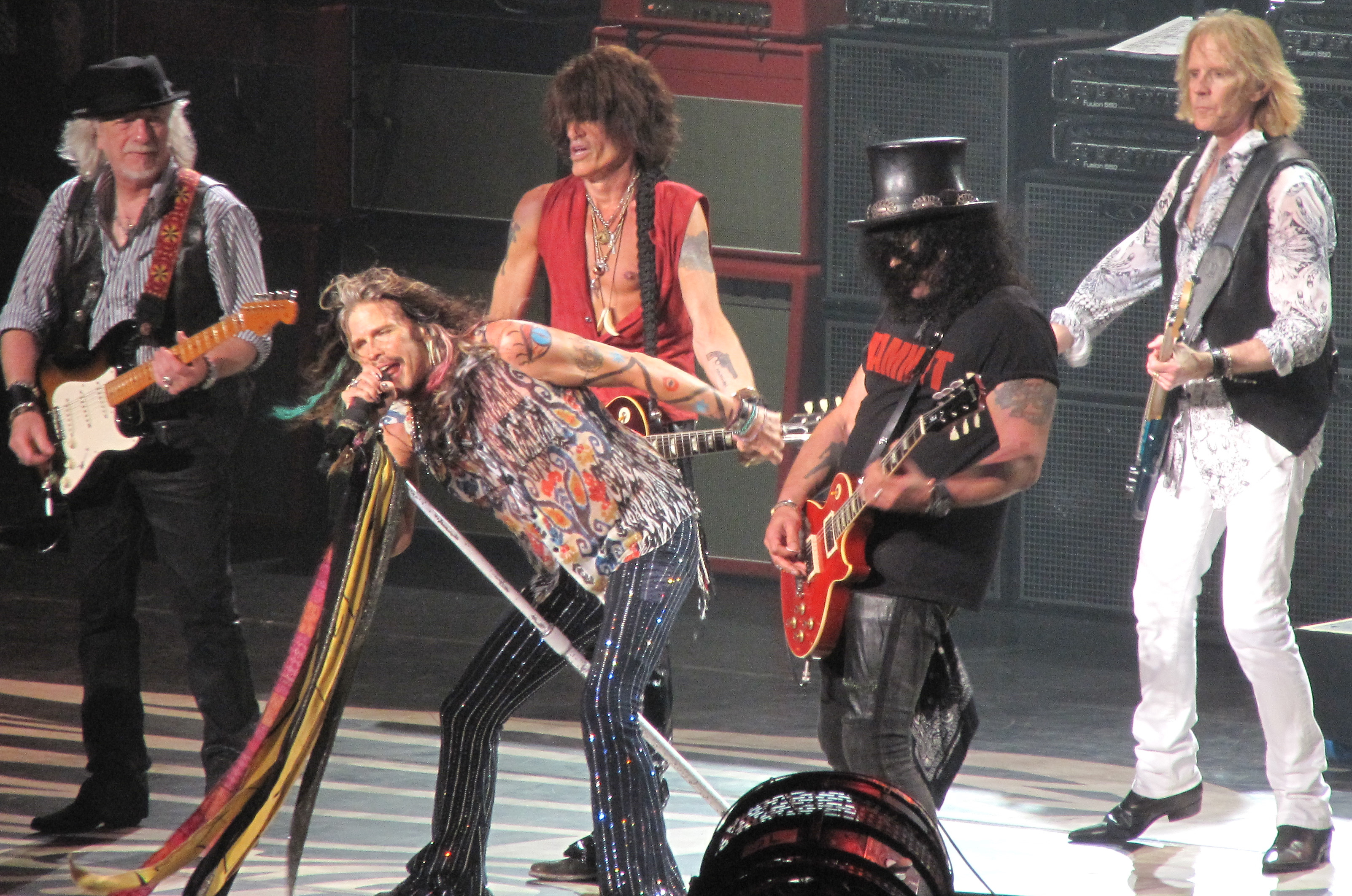
Aerosmith, vincitori nel 1990, 1991, 1997 e 1998.

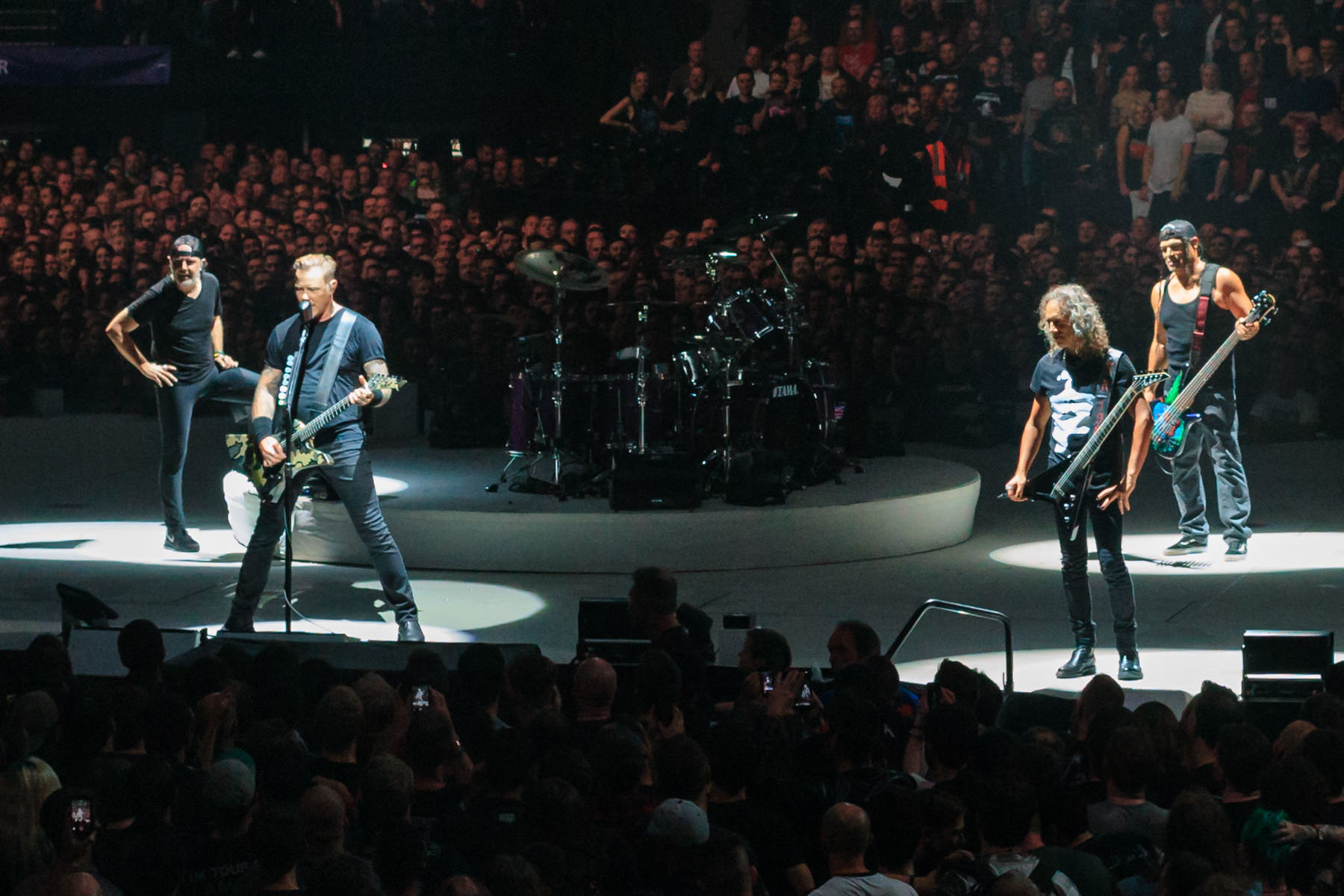
Metallica, vincitori nel 1992 e 1996.

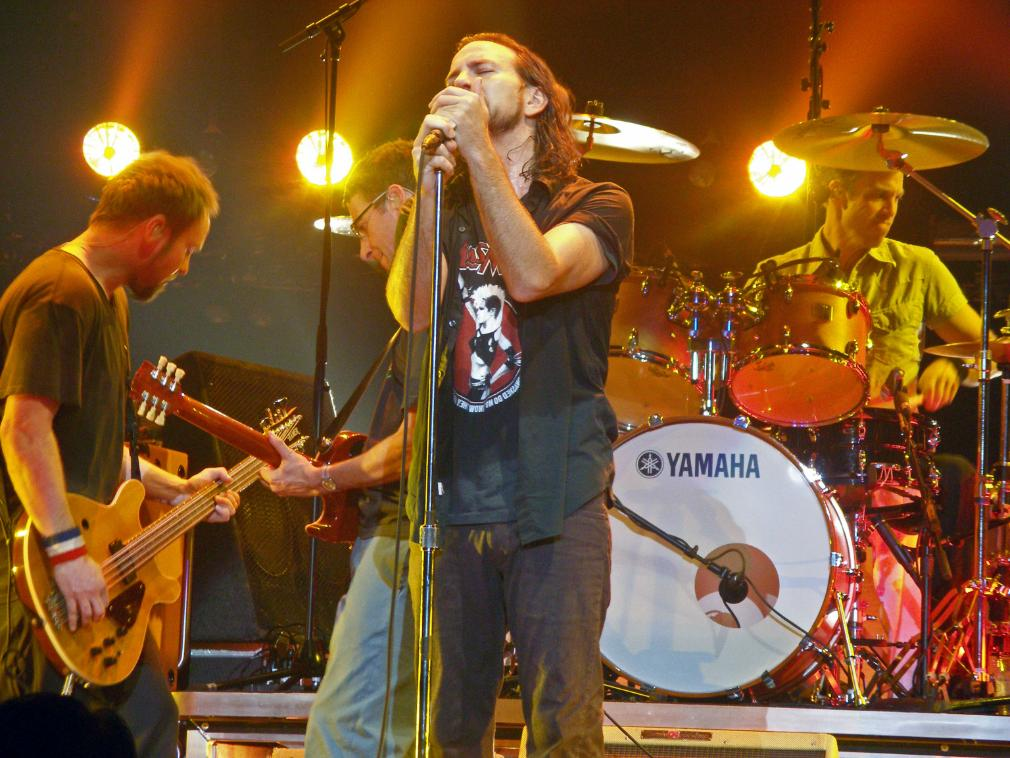
Pearl Jam, vincitori nel 1993.

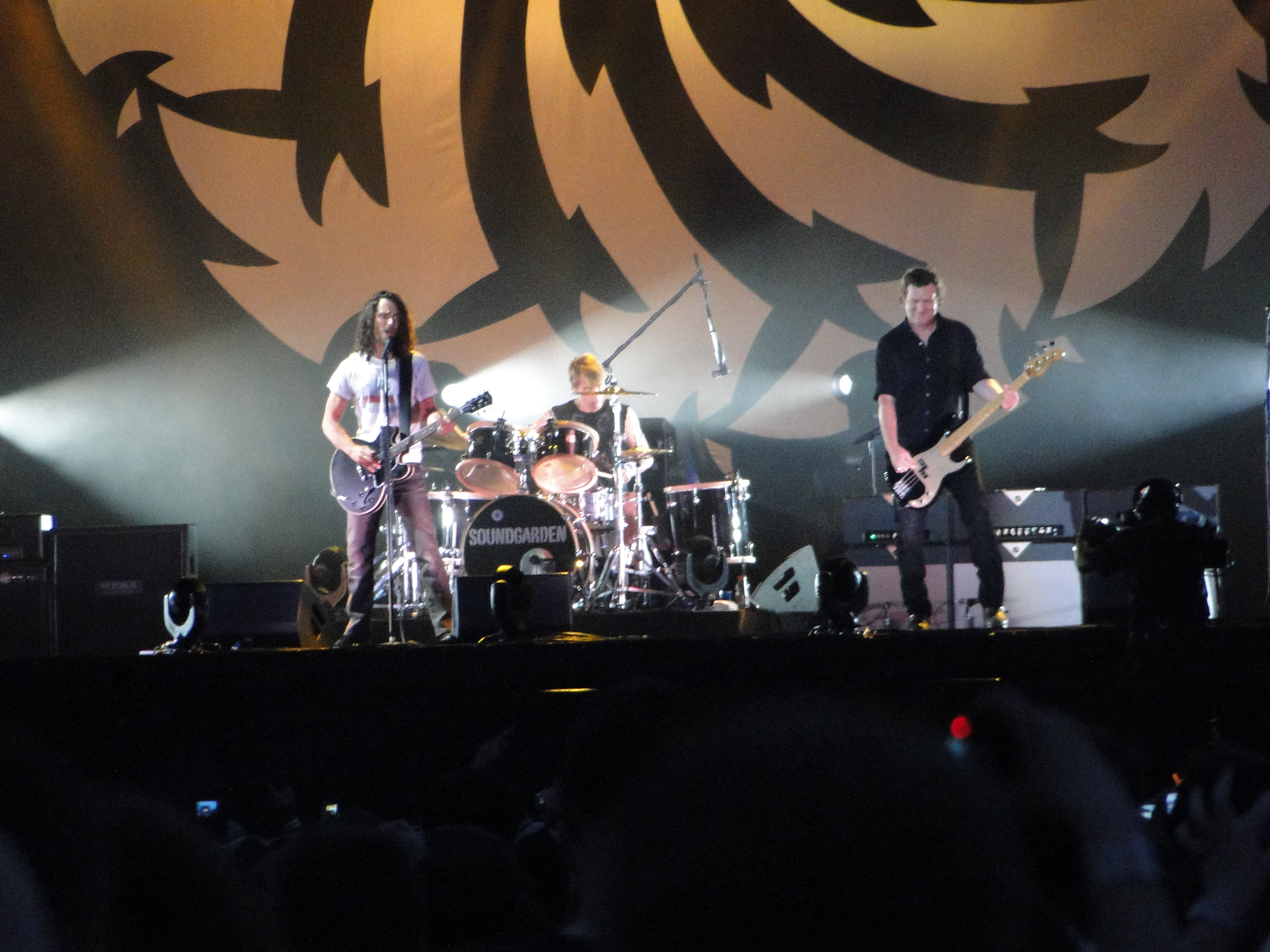
Soundgarden, vincitori nel 1994.

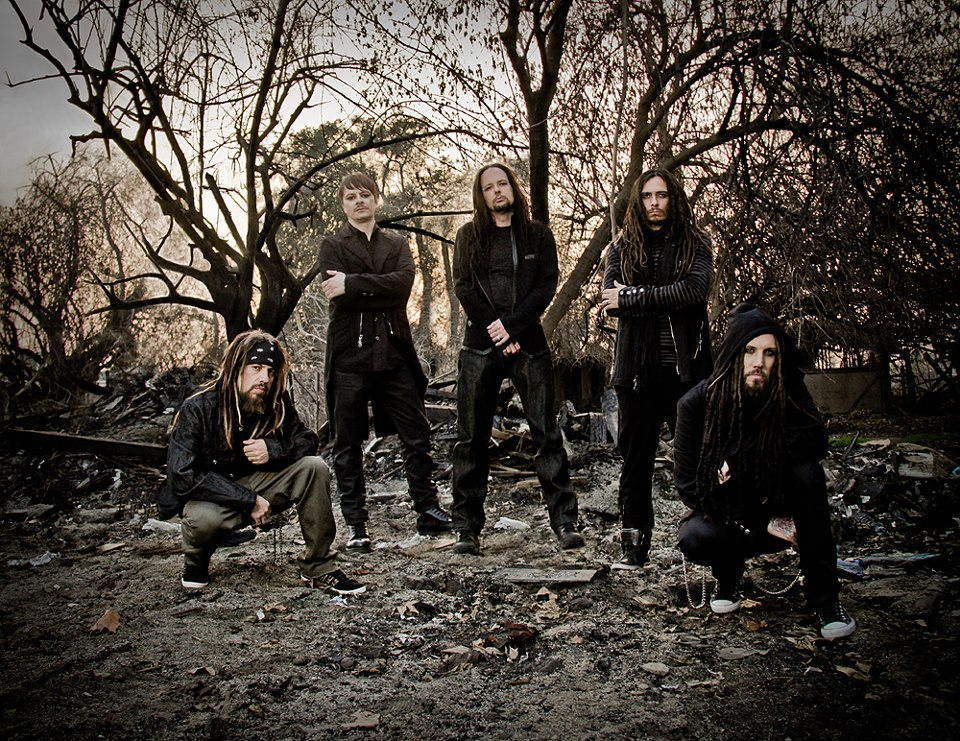
Korn, vincitori nel 1999.

  - The Black Crowes - She Talks to Angels
  - Faith No More - Falling to Pieces
  - Guns N' Roses - You Could Be Mine
  - Queensrÿche - Silent Lucidity
  - Warrant - Uncle Tom's Cabin
- 1992[4]
  - Metallica - Enter Sandman
  - Def Leppard - Let's Get Rocked
  - Ugly Kid Joe - Everything About You
  - Van Halen - Right Now
- 1993[5]
  - Pearl Jam - Jeremy
  - Aerosmith - Livin' on the Edge
  - Helmet - Unsung
  - Nine Inch Nails - Wish
- 1994[6]
  - Soundgarden - Black Hole Sun
  - Aerosmith - Cryin'
  - Anthrax - Black Lodge
  - Rollins Band - Liar
- 1995[7]
  - White Zombie - More Human than Human
  - Green Day - Basket Case
  - Meat Puppets - We Don't Exist
  - Stone Temple Pilots - Interstate Love Song
- 1996[8]
  - Metallica - Until It Sleeps
  - Alice in Chains - Again
  - Marilyn Manson - Sweet Dreams (Are Made of This)
  - Rage Against the Machine - Bulls on Parade
- 1997[9]
  - Aerosmith - Falling in Love (Is Hard on the Knees)
  - Foo Fighters - Monkey Wrench
  - Marilyn Manson - The Beautiful People
  - Dave Matthews Band - Crash into Me
  - Rage Against the Machine - People of the Sun
- 1998[10]
  - Aerosmith - Pink
  - Foo Fighters - Everlong
  - Dave Matthews Band - Don't Drink the Water
  - Metallica - The Unforgiven II
- 1999[11]
  - Korn - Freak on a Leash
  - Kid Rock - Bawitdaba
  - Lenny Kravitz - Fly Away
  - Limp Bizkit - Nookie
  - The Offspring - Pretty Fly (for a White Guy)

### Anni 2000
- 2000[12]
  - Limp Bizkit - Break Stuff
  - Creed - Higher
  - Kid Rock - Cowboy
  - Korn - Falling Away from Me
  - Metallica - I Disappear

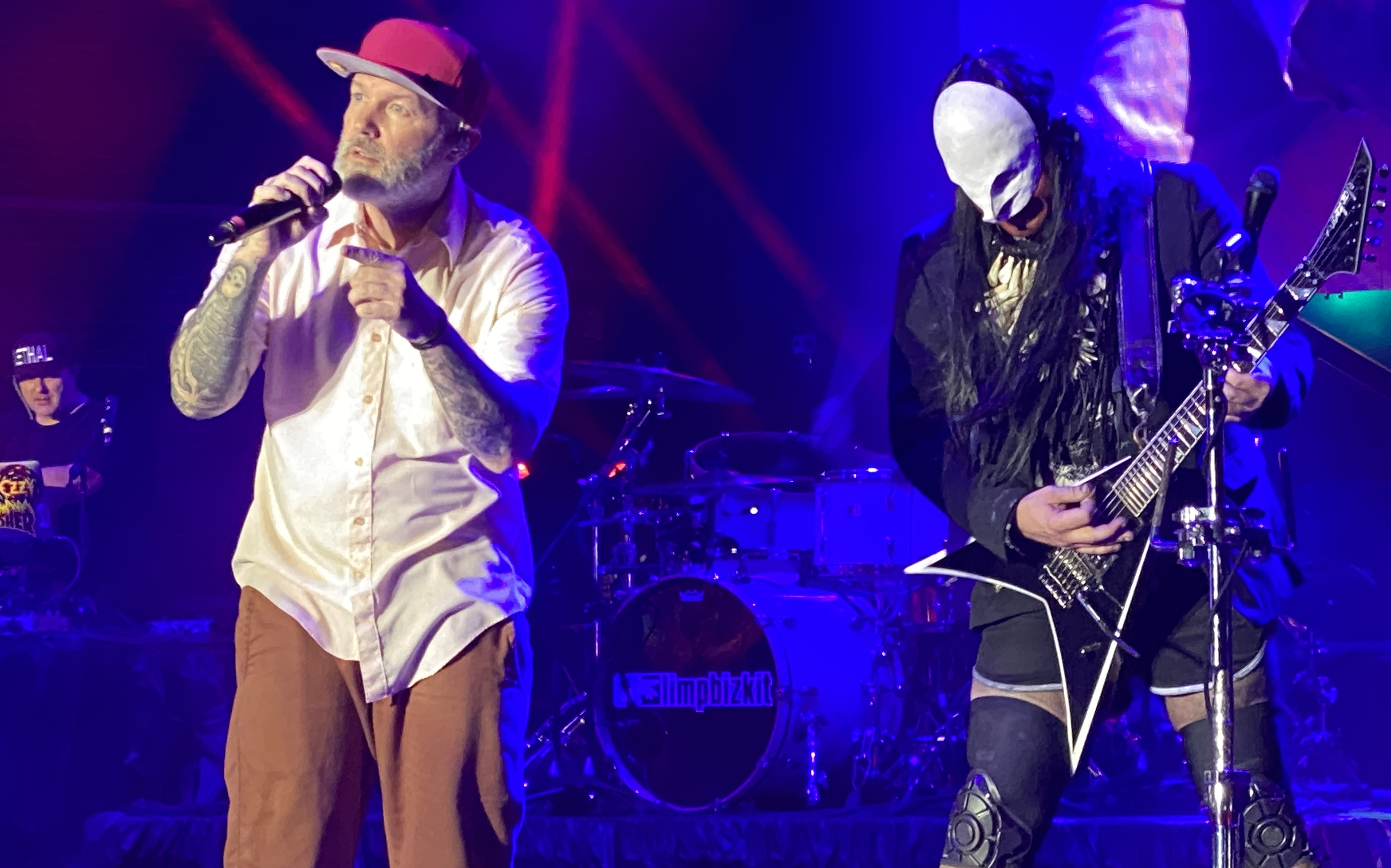
Limp Bizkit, vincitori nel 2000 e 2001.

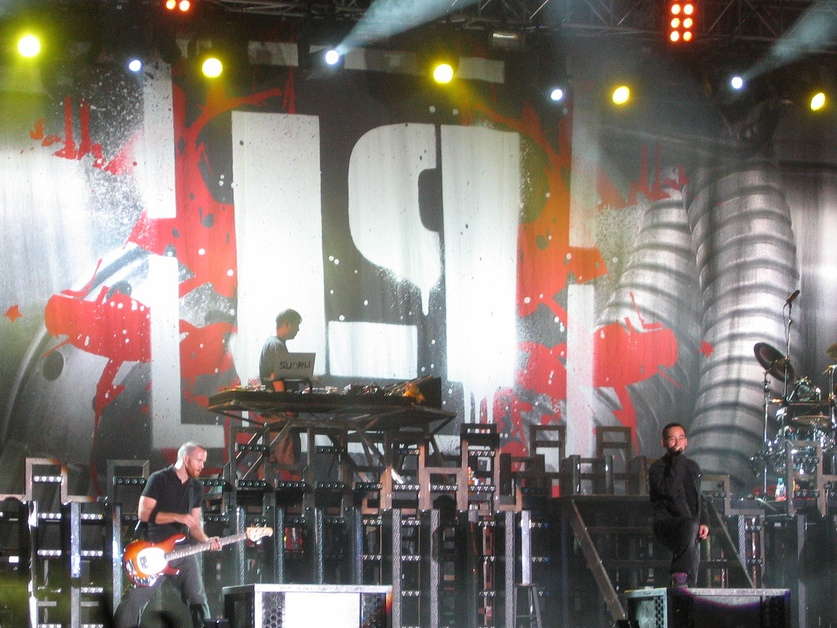
Linkin Park, vincitori nel 2002, 2003 e 2008.

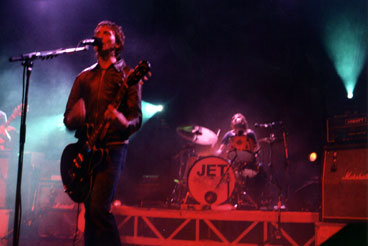
Jet, vincitori nel 2004.

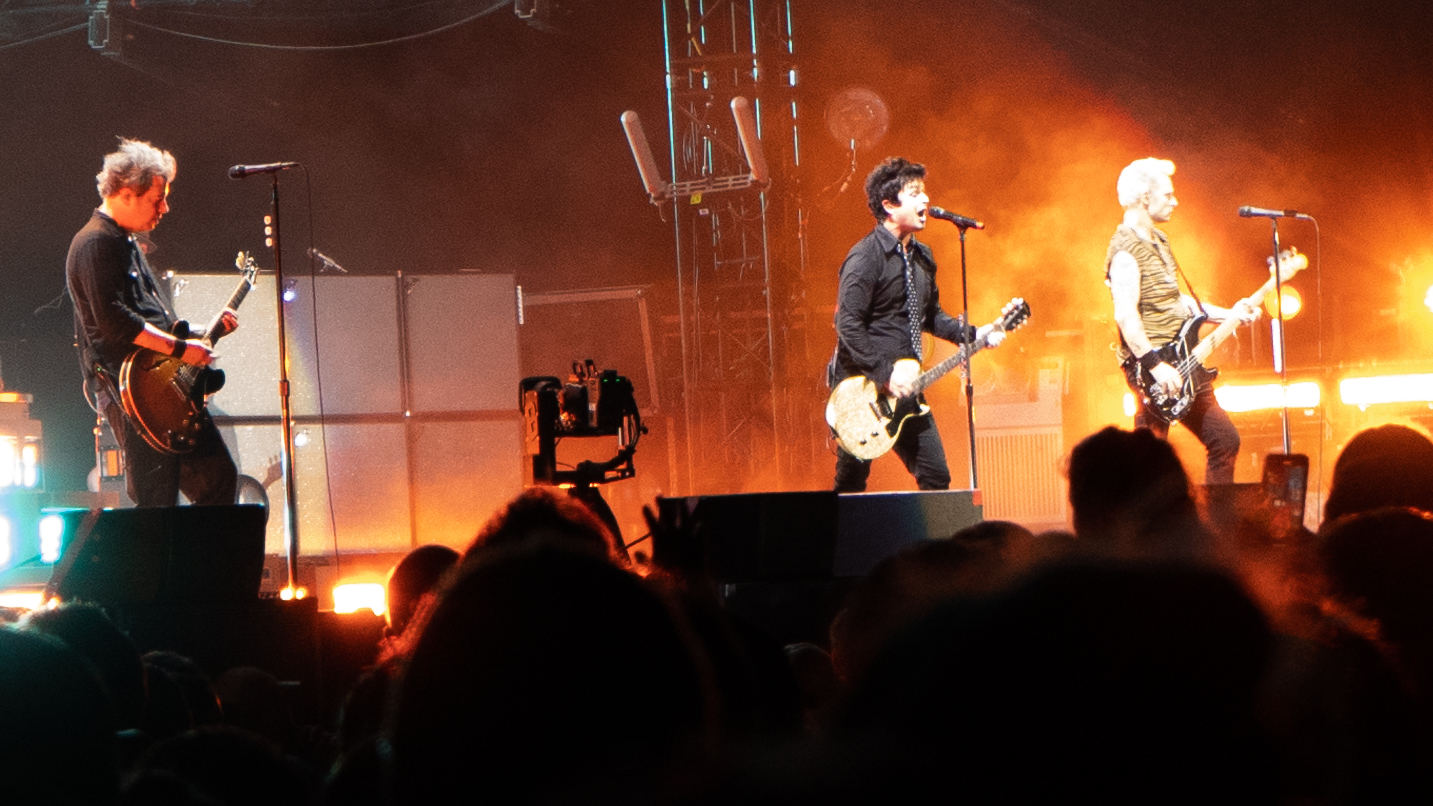
Green Day, vincitori nel 2005 e 2009.

  - Rage Against the Machine - Sleep Now in the Fire
- 2001[13]
  - Limp Bizkit - Rollin' (Air Raid Vehicle)
  - Aerosmith - Jaded
  - Linkin Park - Crawling
  - Staind - It's Been Awhile
  - Weezer - Hash Pipe
- 2002[14]
  - Linkin Park - In the End
  - Creed - My Sacrifice
  - Jimmy Eat World - The Middle
  - Korn - Here to Stay
  - P.O.D. - Youth of the Nation
  - System of a Down - Chop Suey!
- 2003[15]
  - Linkin Park - Somewhere I Belong
  - Evanescence feat. Paul McCoy - Bring Me to Life
  - Good Charlotte - Lifestyles of the Rich and Famous
  - Metallica - St. Anger
  - The White Stripes - Seven Nation Army
- 2004[16]
  - Jet - Are You Gonna Be My Girl
  - The Darkness - I Believe in a Thing Called Love
  - Evanescence - My Immortal
  - Hoobastank - The Reason
  - Linkin Park - Breaking the Habit
- 2005[17]
  - Green Day - Boulevard of Broken Dreams
  - Foo Fighters - Best of You
  - The Killers - Mr. Brightside
  - My Chemical Romance - Helena
  - Weezer - Beverly Hills
- 2006[18]
  - AFI - Miss Murder
  - Thirty Seconds to Mars - The Kill
  - Green Day - Wake Me Up When September Ends
  - Panic! at the Disco - I Write Sins Not Tragedies
  - Red Hot Chili Peppers - Dani California
- 2008[19]
  - Linkin Park - Shadow of the Day
  - Fall Out Boy feat. John Mayer - Beat It
  - Foo Fighters - The Pretender
  - Paramore - Crushcrushcrush
  - Slipknot - Psychosocial
- 2009[20]
  - Green Day - 21 Guns
  - Coldplay - Viva la vida
  - Fall Out Boy - I Don't Care
  - Kings of Leon - Use Somebody
  - Paramore - Decode

### Anni 2010
- 2010[21]

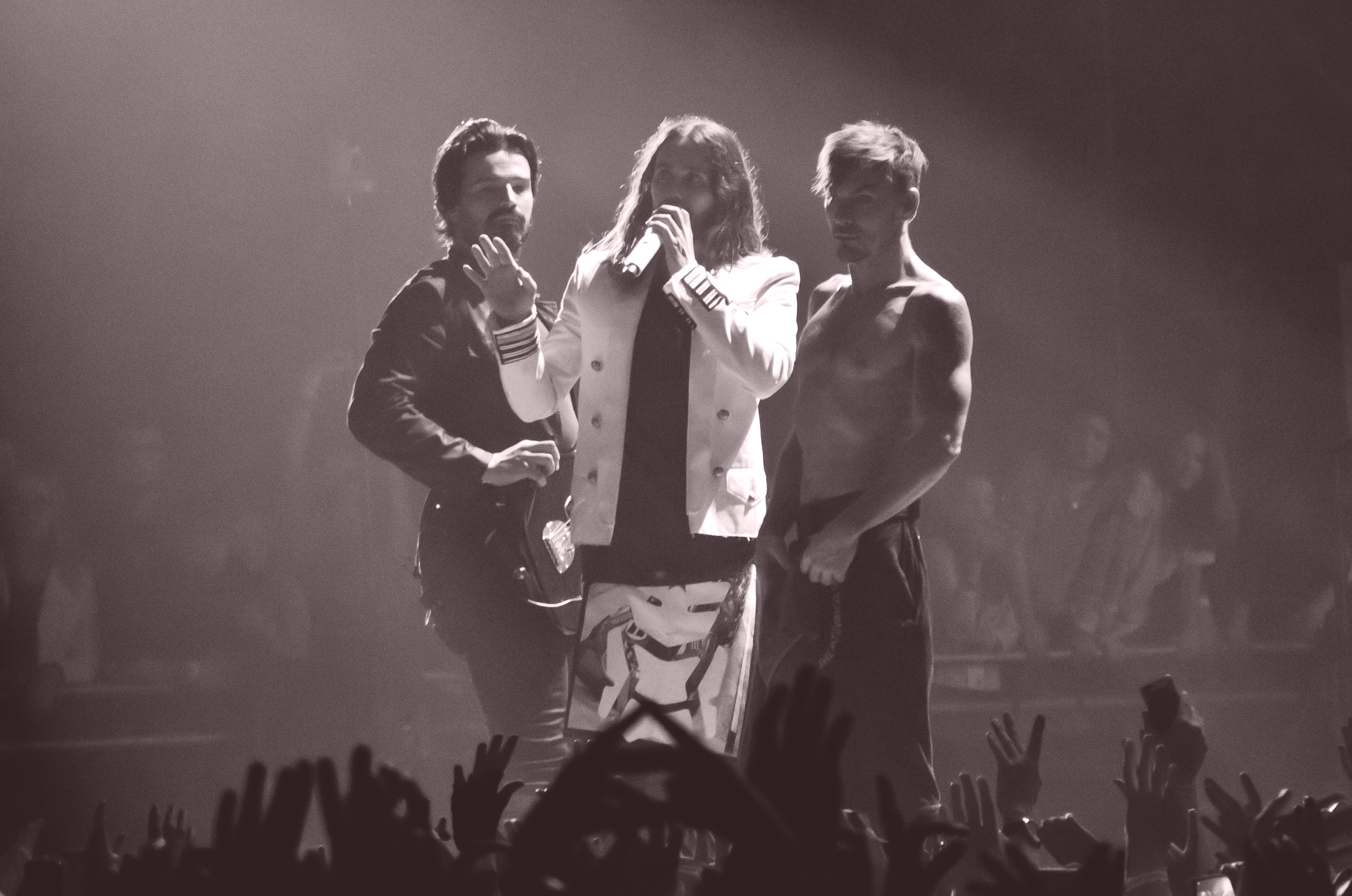
Thirty Seconds to Mars, vincitori nel 2010 e 2013.

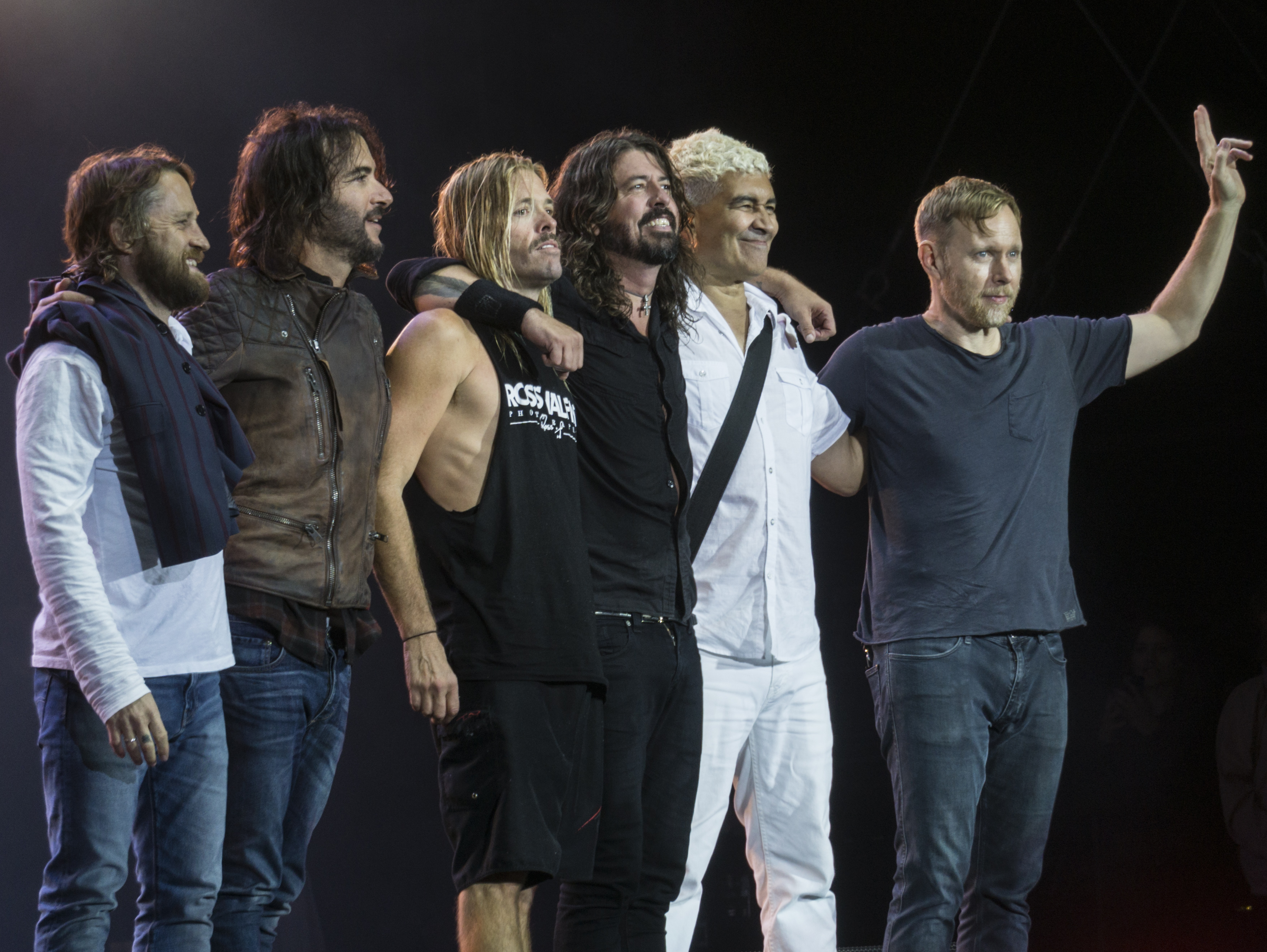
Foo Fighters, vincitori nel 2011.

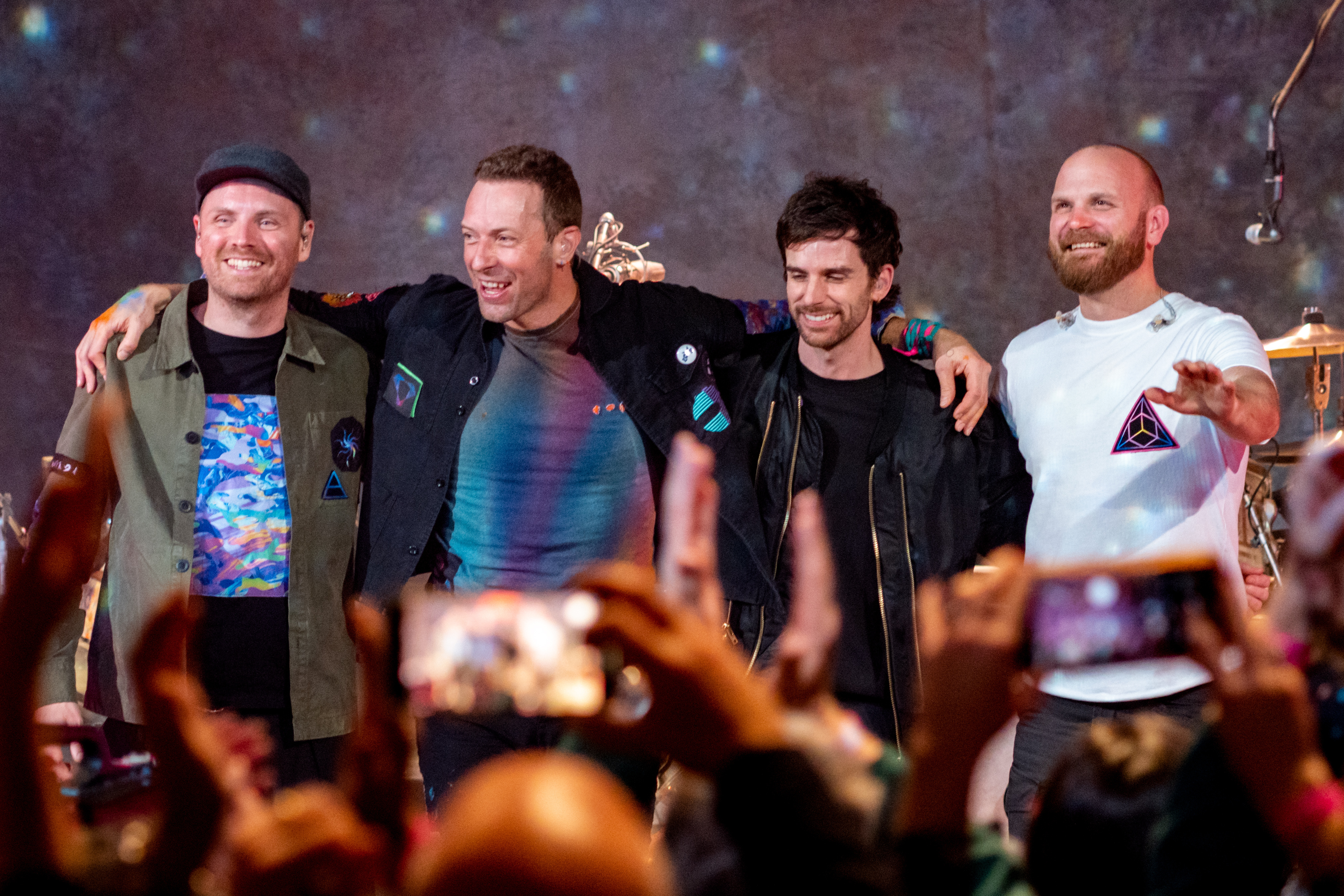
Coldplay, vincitori nel 2012 e 2020.

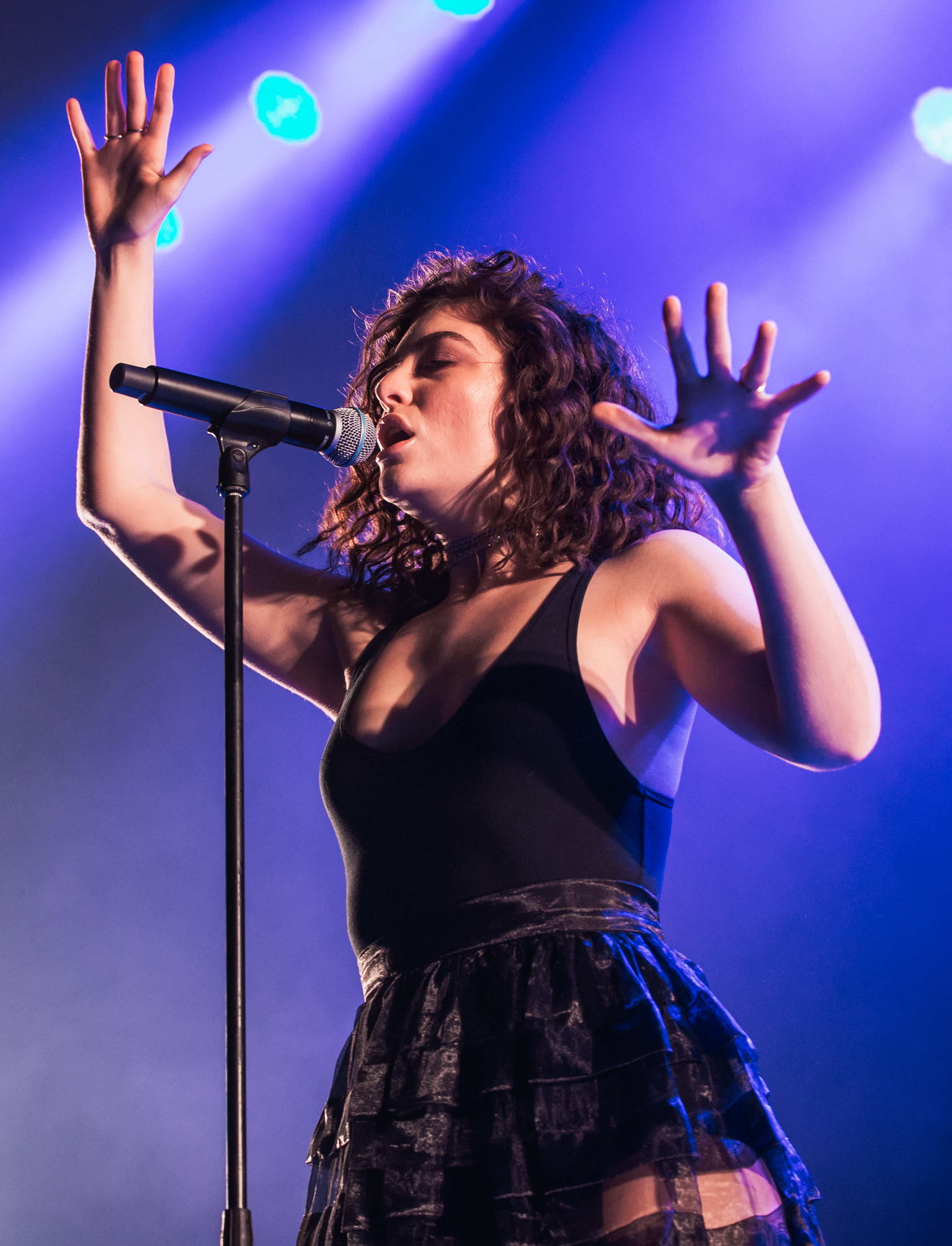
Lorde, vincitrice nel 2014.

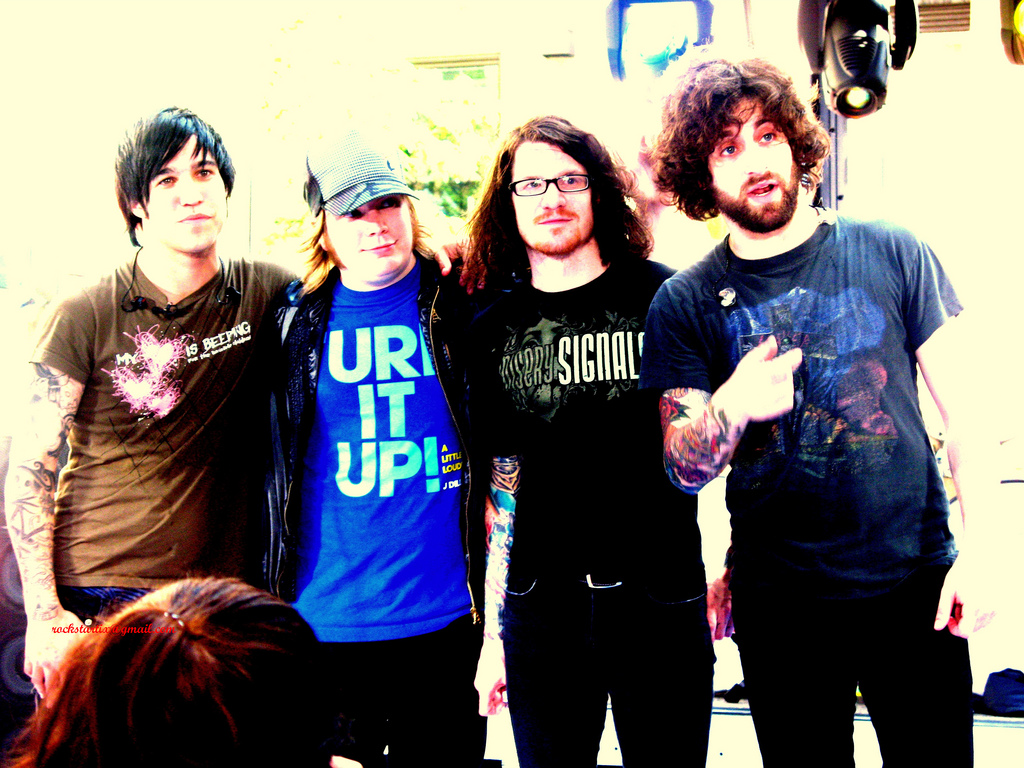
Fall Out Boy, vincitori nel 2015.

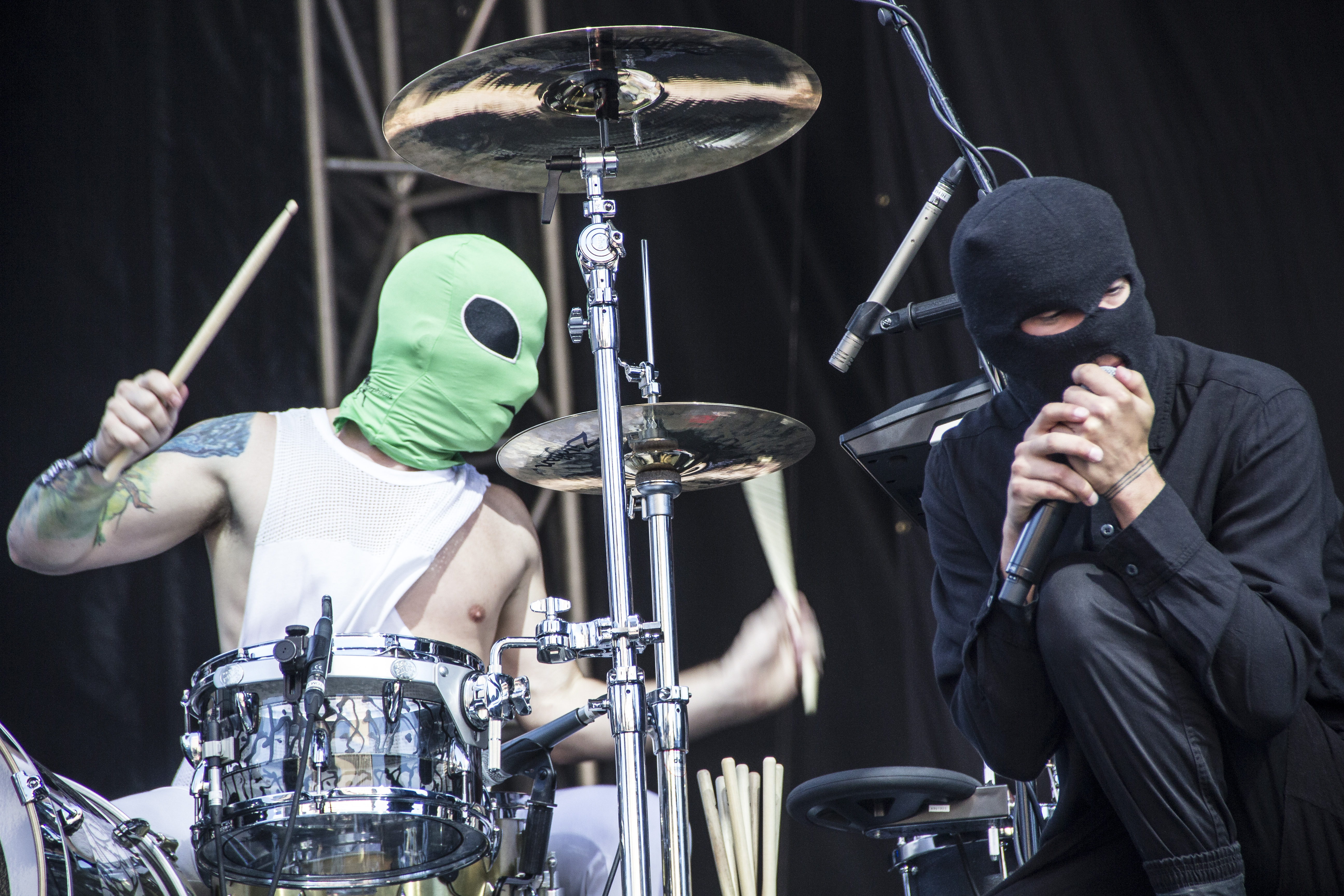
Twenty One Pilots, vincitori nel 2016 e 2017.

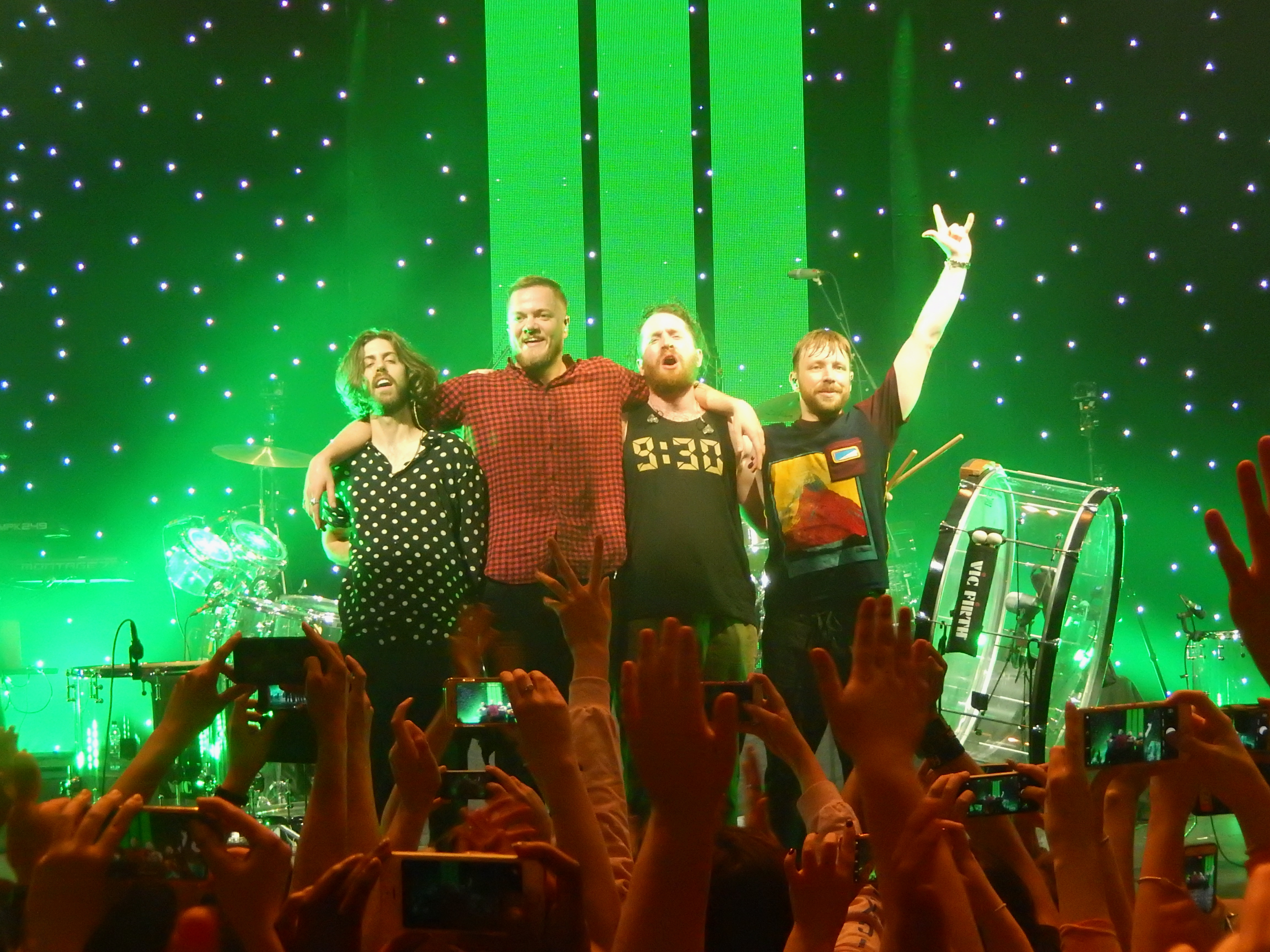
Imagine Dragons, vincitori nel 2018.

  - Thirty Seconds to Mars - Kings and Queens
  - Florence + the Machine - Dog Days Are Over
  - MGMT - Flash Delirium
  - Muse - Uprising
  - Paramore - Ignorance
- 2011[22]
  - Foo Fighters - Walk
  - The Black Keys - Howlin' for You
  - Cage the Elephant - Shake Me Down
  - Foster the People - Pumped Up Kicks
  - Mumford & Sons - The Cave
- 2012[23]
  - Coldplay - Paradise
  - The Black Keys - Lonely Boy
  - Imagine Dragons - It's Time
  - Linkin Park - Burn It Down
  - Jack White - Sixteen Saltines
- 2013[24][25]
  - Thirty Seconds to Mars - Up in the Air
  - Fall Out Boy - My Songs Know What You Did in the Dark (Light Em Up)
  - Imagine Dragons - Radioactive
  - Mumford & Sons - I Will Wait
  - Vampire Weekend - Diane Young
- 2014[26][27]
  - Lorde - Royals
  - Arctic Monkeys - Do I Wanna Know?
  - The Black Keys - Fever
  - Imagine Dragons - Demons
  - Linkin Park - Until It's Gone
- 2015[28][29]
  - Fall Out Boy - Uma Thurman
  - Arctic Monkeys - Why'd You Only Call Me When You're High?
  - Florence + the Machine - Ship to Wreck
  - Hozier - Take Me to Church
  - Walk the Moon - Shut Up and Dance
- 2016[30][31]
  - Twenty One Pilots - Heathens
  - All Time Low - Missing You
  - Coldplay - Adventure of a Lifetime
  - Fall Out Boy feat. Demi Lovato - Irresistible
  - Panic! at the Disco - Victorious
- 2017[32][33]
  - Twenty One Pilots - Heavydirtysoul
  - Coldplay - A Head Full of Dreams
  - Fall Out Boy - Young and Menace
  - Foo Fighters - Run
  - Green Day - Bang Bang
- 2018[34]
  - Imagine Dragons - Whatever It Takes
  - Fall Out Boy - Champion
  - Foo Fighters - The Sky Is a Neighborhood
  - Linkin Park - One More Light
  - Panic! at the Disco - Say Amen (Saturday Night)
  - Thirty Seconds to Mars - Walk on Water
- 2019[35]
  - Panic! at the Disco - High Hopes
  - The 1975 - Love It If We Made It
  - Fall Out Boy - Bishops Knife Trick
  - Imagine Dragons - Natural
  - Lenny Kravitz - Low
  - Twenty One Pilots - My Blood

### Anni 2020
- 2020[36]
  - Coldplay - Orphans
  - Blink-182 - Happy Days
  - Evanescence - Wasted on You

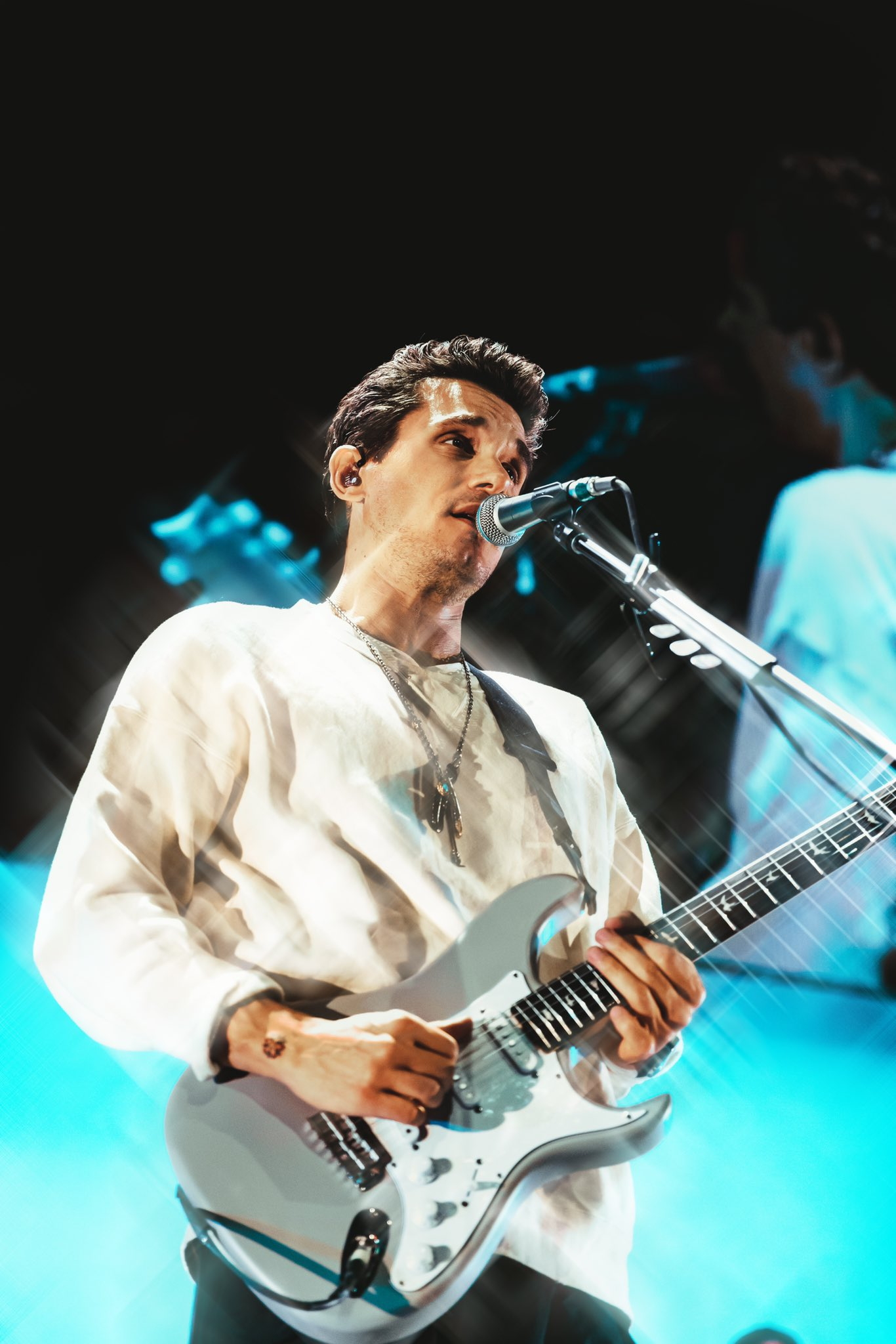
John Mayer, vincitore nel 2021.

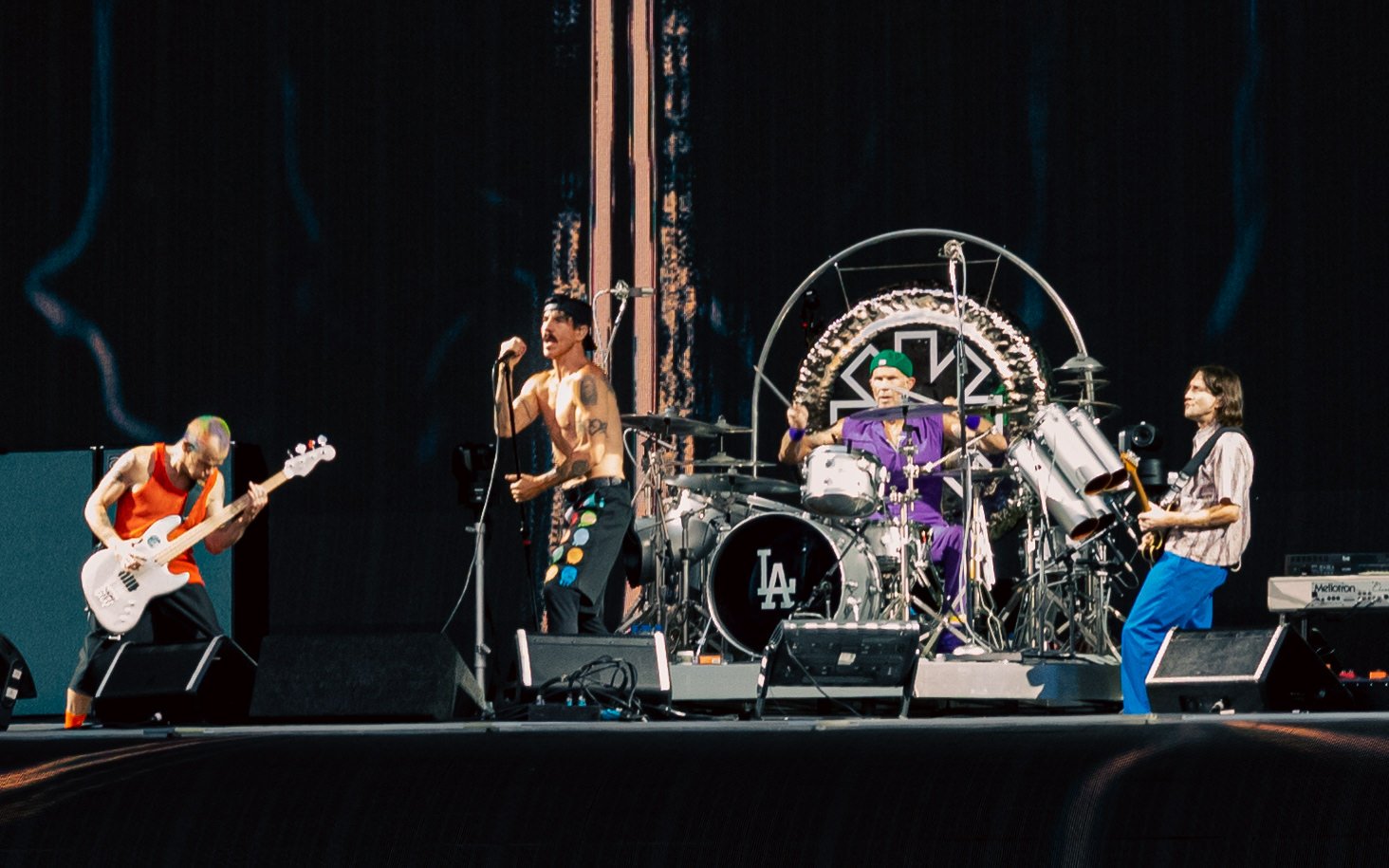
Red Hot Chili Peppers, vincitori nel 2022.

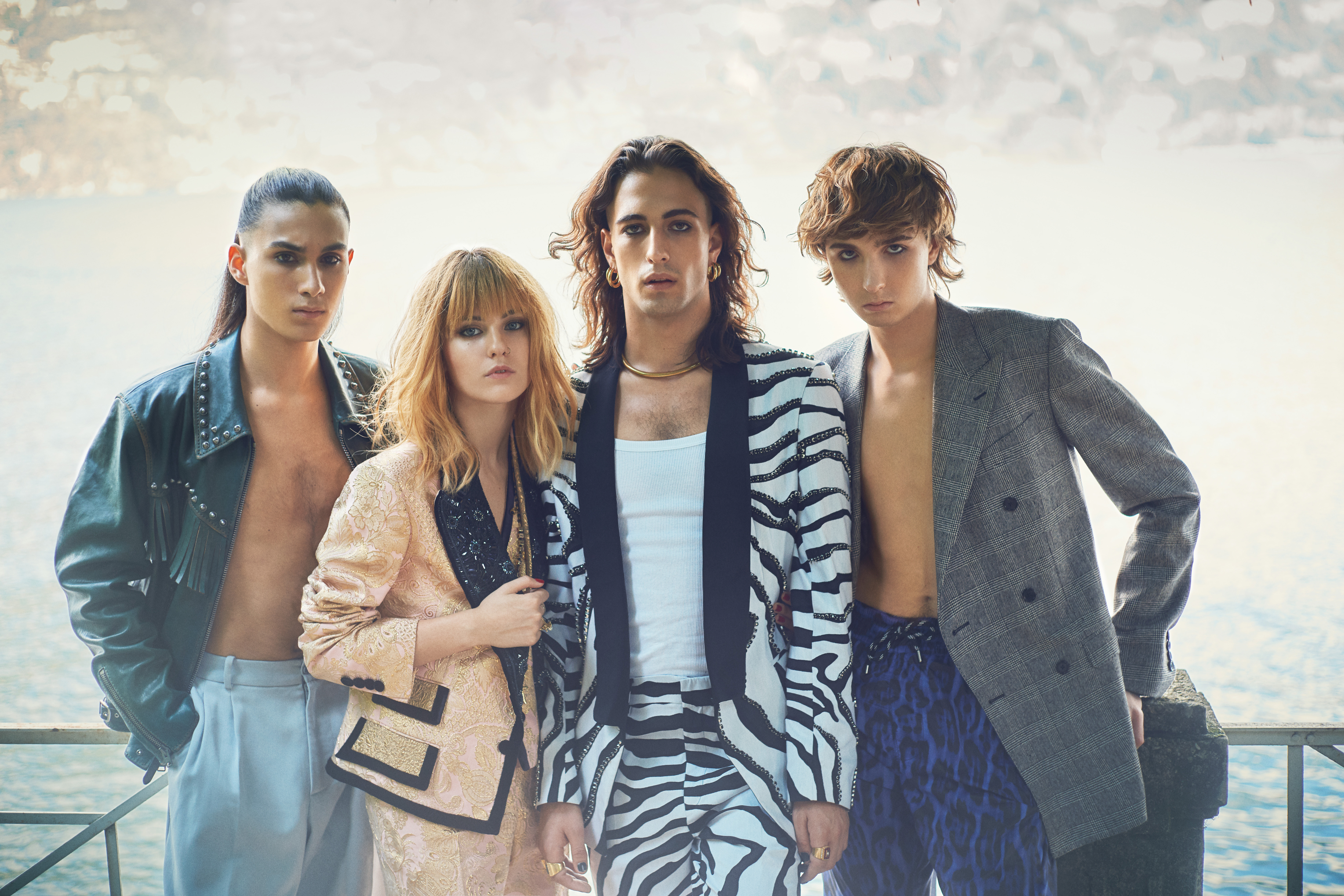
Måneskin, vincitori nel 2023.

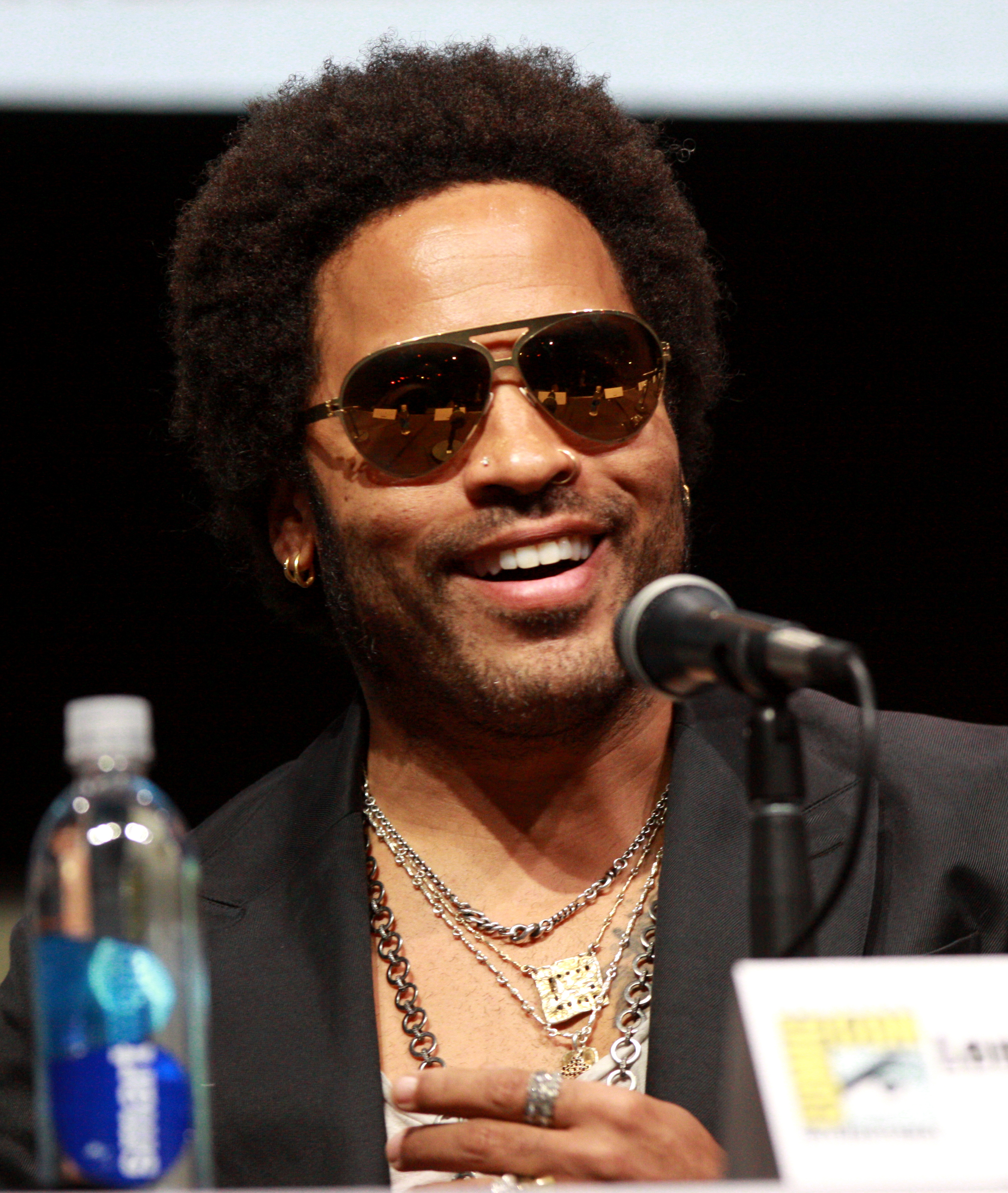
Lenny Kravitz, vincitore nel 2024.

  - Fall Out Boy (featuring Wyclef Jean) - Dear Future Self (Hands Up)
  - Green Day - Oh Yeah!
  - The Killers - Caution
- 2021[37]
  - John Mayer - Last Train Home
  - Evanescence - Use My Voice
  - Foo Fighters - Shame Shame
  - Kings of Leon - The Bandit
  - Lenny Kravitz - Raise Vibration
  - The Killers - My Own Soul's Warning
- 2022[38]
  - Red Hot Chili Peppers - Black Summer
  - Foo Fighters - Love Dies Young
  - Jack White - Taking Me Back
  - Muse - Won't Stand Down
  - Shinedown - Planet Zero
  - Three Days Grace - So Called Life
- 2023[39]
  - Måneskin - The Loneliest
  - Foo Fighters - The Teacher
  - Linkin Park - Lost
  - Red Hot Chili Peppers - Tippa My Tongue
  - Metallica - Lux æterna
  - Muse - You Make Me Feel Like It's Halloween
- 2024[40][41]
  - Lenny Kravitz - Human
  - Bon Jovi - Legendary
  - Coldplay - Feels like I'm Falling in Love
  - Green Day - Dilemma
  - Kings of Leon - Mustang
  - U2 - Atomic City

## Statistiche e record

### Artisti con il maggior numero di vittorie
- 4 vittorie
  - Aerosmith
- 3 vittorie
  - Linkin Park
- 2 vittorie
  - Metallica
  - Limp Bizkit
  - Green Day
  - Thirty Seconds to Mars
  - Twenty One Pilots
  - Coldplay